# Bolsa-de-pastor
A bolsa-de-pastor, também conhecida como braço-de-preguiça, (nome científico: Capsella bursa-pastoris) é uma espécie de planta anual cosmopolita pertencente à família das Brassicaceae (crucíferas). Tem utilização como erva medicinal e há quem as utilize na alimentação. É também considerada uma planta protocarnívora.

## Descrição

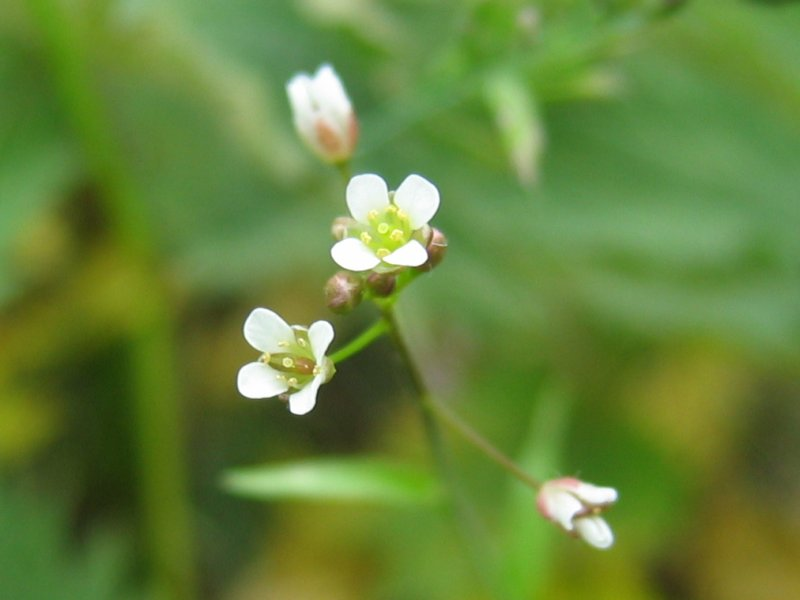
Flores de Bolsa-da-pastor

Floresce desde o início da primavera até ao início do inverno. As flores dispõem-se em rácimos (cachos)  erectos. São flores de pequenas dimensões, com quatro pétalas brancas em forma de espátula. Cada flor forma um fruto com a forma de coração ou bolsa, com duas cavidades separadas por um septo, de cerca de meio centímetro de comprimento, contendo uma grande quantidade de pequenas sementes (polispérmica). O fruto é suportado por um pedúnculo relativamente longo. Quando esta vagem (síliqua) seca, abre-se ao meio, libertando e disseminando as sementes maduras.

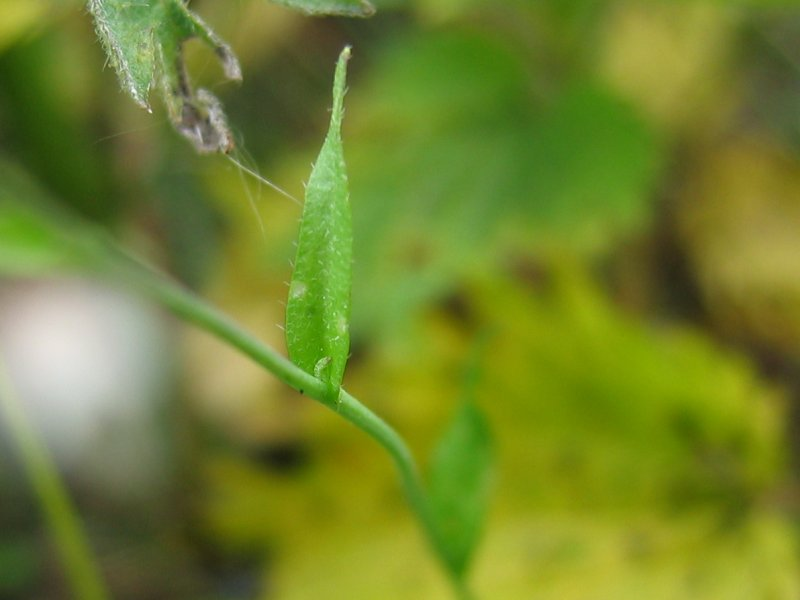
Folhas amplexicaules da Bolsa-de-pastor

As suas folhas, penatipartidas e ligeiramente pilosas, formam uma roseta junto ao solo. No início de cada caule e ao longo deste existem folhas caulinares abraçadoras (amplexicaules) de forma sagitada.

## Habitat
Cresce em jardins, campos, entulheiras, taludes. Espontânea em toda a Europa e Ásia.

## Uso pelo ser humano

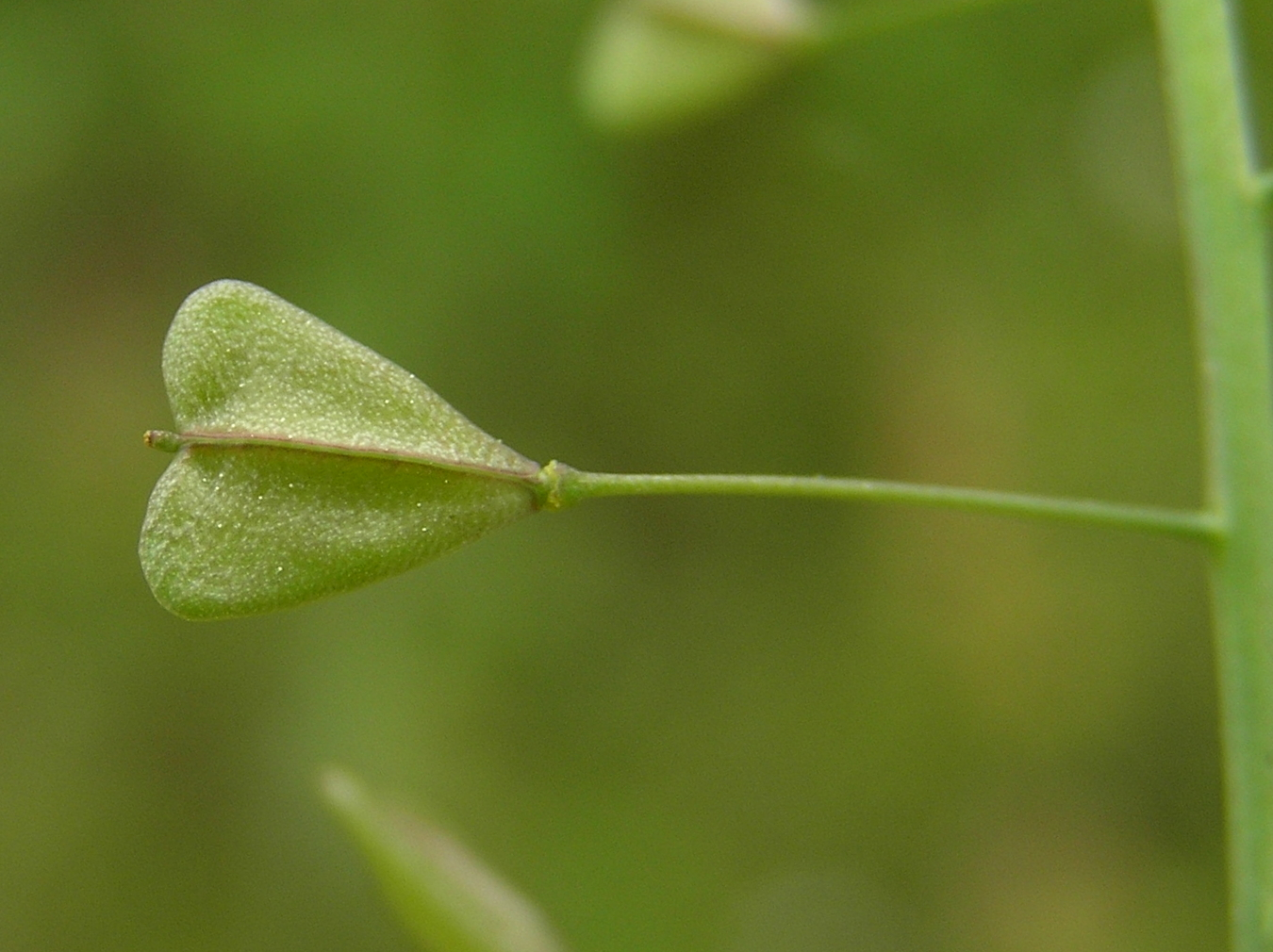
Fruto em formato de coração

Desde tempos imemoriais que estas plantas são utilizadas como verdura na alimentação humana. Por exemplo, em Çatal Huyuk, no estômago do homem de Tollund (que se pressupõe ter vivido em cerca de 5950 a.C.), foram encontradas algumas das suas sementes. É cultivada em alguns países orientais, enquanto que noutros países, como em Portugal, é considerada uma erva daninha. Quando brota, no início da primavera, antes de nascerem os caules floríferos, as folhas podem ser utilizadas em saladas ou mesmo cozidas. Quando floresce, as folhas maiores, da base, têm tendência a morrer, permanecendo apenas folhas mais pequenas ao longo do caule, ainda assim comestíveis mas menos apreciadas.
Como planta medicinal, já era utilizada pela medicina tradicional chinesa no tratamento de doenças oftalmológicas e da disenteria. É considerada, igualmente, uma planta diurética e febrífuga (baixa a febre). tem também propriedade oxitócicas, ou seja, age no organismo da mulher como a hormona oxitocina, induzindo a contracção do útero, além de estimular a produção de leite pelas glândulas mamárias.

## Plantas semelhantes
- Lepidium heterophyllum
- Erophila verna